# Мама для мамонтёнка
«Мама для мамонтёнка» — советский рисованный мультфильм 1981 года студии ТО «Экран».

## Сюжет
Мультфильм о судьбе мамонтёнка, который случайно избежал вымирания мамонтов (замёрз в вечной мерзлоте, а потом оттаял) и теперь ищет маму. Мамонтёнок знакомится с белым медвежонком и моржом. Старый мудрый дедушка Морж рассказывает мамонтёнку, что далеко на юге есть огромный континент, где живут звери, похожие на него, только без шерсти. Может быть, там его мама?
Мамонтёнок на льдине отправляется в далёкое плавание через огромный океан. Он достигает Африки, где встречает обезьянку и бегемотиху, и находит новую маму — слониху. Теперь он не одинок, и у него есть настоящая дружная семья!

## Создатели
- Автор сценария: Дина Непомнящая
- Режиссёр: Олег Чуркин
- Художник-постановщик: Вячеслав Назарук
- Оператор: Игорь Шкамарда
- Композитор: Владимир Шаинский
- Звукооператор: Виталий Азаровский
- Художники-мультипликаторы: Михаил Першин, Светлана Сичкарь, Н. Базельцева, И. Самохин
- Роли озвучивали:
  - Клара Румянова — Мамонтёнок
  - Зиновий Гердт — Морж
  - Григорий Толчинский — белый медвежонок / текст от автора
  - Рина Зелёная — Слониха / тётушка Бегемотиха
  - Зинаида Нарышкина — Обезьянка
- Монтажёр: М. Трусова
- Ассистент режиссёра: Т. Кузьмина
- Ассистент художника-постановщика: Татьяна Абалакина
- Художники: Александр Сичкарь, Анатолий Цыбин, Александр Брежнев
- Редактор: Е. Ходина
- Директор: Л. Варенцова

## Факты
- Сказка, по которой снят мультфильм, была написана Диной Непомнящей под впечатлением от истории обнаружения мамонтёнка Димы[4].
- Песенка, которую Мамонтёнок поёт на пути через океан («По синему морю, к зелёной земле плыву я на белом своём корабле…»), в настоящее время является неофициальным гимном учреждений для детей-сирот и детей, оставшихся без попечения родителей. В ней каждый ребёнок выражает надежду, что обязательно будет кому-то нужен и в новой семье обретёт долгожданное счастье[4]. Как следствие, припев этой песни также звучит в рубрике «У вас будет ребёнок» передачи «Когда все дома».

## Публикации
- Непомнящая Д. Мама для мамонтёнка. — М.: Проф-Пресс, 2008. — («Книжки с DVD»). К книге прилагается DVD-диск с записью мультфильма. — ISBN 978-5-378-00645-8.
- Непомнящая Д. Мама для мамонтёнка / Худ. Назарук В. М. — М.: Яблоко, 2007. — («Мультсказка»). — ISBN 978-5-94707-072-9. ISBN 5-947070-049-0 (ошибоч.).
- Непомнящая Д. Мама для мамонтёнка / Худ. Назарук В. М. — СПб.: Амфора, 2010. — («Школьная библиотека»). — ISBN 978-5-367-01414-3.